# Institut national de recherche en informatique et en automatique
Inria
L'Institut national de recherche en informatique et en automatique (Inria) est un établissement public français à caractère scientifique et technologique spécialisé en mathématiques et informatique, créé le 3 janvier 1967 dans le cadre du « plan Calcul ».

## Tutelle et dénomination
L'Inria, — ou « institut national de recherche en sciences et technologies du numérique », selon son propre site web ainsi qu'un décret du 20 septembre 2021 —, est placé sous la double tutelle du ministère de l'Enseignement supérieur, de la Recherche et de l'Innovation et du ministère de l'Économie et des Finances.
L'Inria (qui se désigne lui-même comme « Inria », sans article) a pour mission le développement de la recherche et de la valorisation en sciences et techniques de l'information et de la communication, au niveau national comme sur le plan international.

## Histoire

### Origine
En mars 1965, deux ans avant la création de l'Inria, le Comité consultatif de la recherche scientifique et technique (CCRST, créé en 1958), sous la présidence de l'économiste Jean Saint-Geours, rend un rapport qui traite de la « décentralisation des laboratoires » et du « lien entre recherche et industrie ». Ceci amène l'idée début février 1966 d'un institut de recherche en informatique et en automatique, qui soit ouvert sur l'extérieur et puisse « largement sous-traiter ses recherches à l'extérieur », avec « une souplesse administrative » lui permettant de recruter des polytechniciens et des normaliens.

### Fondation
La fondation de l'Institut national de recherche en informatique et en automatique remonte à 1967 sous le nom de IRIA (Institut de recherche en informatique et en automatique), dans le cadre du plan Calcul.
L'IRIA est conçu pour piloter l'axe de recherche du plan Calcul, qui vise à assurer l'indépendance technologique française dans le domaine de l'informatique face au « leadership » des États-Unis. Il est alors placé sous la tutelle du Premier ministre, puis dans un second temps du ministère de l'industrie .
Dans le cadre de la politique de préférence nationale de ce plan, l'IRIA est doté d'un ordinateur Iris 80 fabriqué par la Compagnie internationale pour l'informatique (CII, intégrée en 1975 dans Bull).

### Années 1970

#### Réorganisation de 1971-1972
Fin 1971, l'Iria « affronte une première crise existentielle » : sur fond d'image d'un IRIA « envahissant qui ferait trop d'industrie », les chercheurs « craignent son démantèlement» et leurs représentants préconisent donc une annexion par le CNRS. Mais finalement, les réformes de 1972 prévoient que « les moyens en hommes et en argent sont strictement plafonnés », le recours à l'Université et au CNRS pouvant les compléter, et que sa mission, soutenue par le professeur de mathématiques Pierre Lelong, « reste large, tournée vers la diffusion des connaissances et la formation de spécialistes ».
Les chefs de département sont détachés à temps partiel par leur corps d'origine et certains sont membres du directoire de l'Iria. C'est le cas d'Henri Boucher, ingénieur général de l'armement et membre du service technique des constructions navales pour la Marine nationale, qui a pris la tête en 1967 du département « Informatique technique », consacré aux langages et systèmes d'exploitation.
Henri Boucher lance le projet Exploitation simultanée d'un ordinateur et de ses périphériques (ESOPE) en recrutant deux ingénieurs de la Marine, dont Sacha Krakowiak en mai 1968, rejoints ensuite par d'autres ingénieurs de la Marine nationale, mais le programme subit des départs début 1972, la CII et l'IRIA lui ayant préféré le concurrent SAM. Entre-temps, André Danzin a remplacé Michel Laudet à la tête de l'IRIA, en application d'une décision annoncée le 25 février 1972, ce qui entraîne une réorganisation des activités alors que l'Iria « cherchait un équilibre entre ses missions liées au Plan calcul et sa propension à développer une recherche de valeur ».
Sa mission reste tournée « vers le monde industriel, économique et social » avec « un état-major totalement renouvelé ». C'est le moment où Henri Boucher « est éliminé » de l'IRIA. C'est aussi le cas d'une partie de ses chercheurs, devant repartir au Centre de programmation de la Marine au moment où « est introduit » à l'IRIA « un nouveau thème », dont Henri Boucher a « refusé » de se charger, l'étude du réseau français de commutation de paquets Cyclades. Celui-ci est confié à Louis Pouzin au même moment, période qui voit aussi entrer au directoire le jeune mathématicien Alain Bensoussan, chercheur sur les systèmes Multics et « piloté de loin » par le chercheur et mathématicien Jacques-Louis Lions, qui prend alors la tête du Laboratoire de recherche d'informatique et d'automatique (Laboria), où la « recherche doit désormais se concentrer ».
Le centre de Calcul de l'IRIA était avant le départ d'Henri Boucher « évidemment équipé de matériel CII », selon lui, comme l'Iris 50, le successeur Iris 80 n'arrivant qu'après son départ, également début 1972.

#### Le réseau Cyclades
En 1971, peu après sa création, l'Institut a été chargé du projet Cyclades, généré par l'intérêt de spécialistes pour les premières bases de données, en particulier dans le domaine universitaire, financier et administratif. Alors que l'inertie conduit à leur cloisonnement, quelques pionniers sont chargés de les rendre accessibles à l'extérieur. Le projet est piloté par Louis Pouzin, assisté  d'une équipe de six personnes environ.
Alors qu'à l'époque, toutes les administrations françaises voulaient mettre en place leurs propres bases de données, les universités coopèrent au projet par le biais de contrats de recherche de la délégation générale à l'informatique, dirigée par Maurice Allègre, et souhaitent être interconnectées via un réseau de données[réf. nécessaire].
Chargé du projet, Louis Pouzin choisit à l'extérieur de l'IRIA des personnes qui avaient des mètres carrés disponibles à Rocquencourt, et chez qui, vers 1969-1970, aucun projet de réseau n'était encore installé.
Durant les années 1970, le réseau Cyclades est développé en même temps qu'un réseau concurrent, Transpac, porté par le Centre national d'études des télécommunications (Cnet) et le Centre commun d'études de Télévision et de Télécommunications (CCETT). Transpac est choisi dans les années 1980 comme infrastructure réseau pour le Minitel, et Cyclades est abandonné pour sa part en 1979.
Malgré son abandon, l'historienne Valérie Schafer avance que Cyclades « a contribué à créer une compétence réseau au sein du monde industriel, de sociétés de services ou de centres partenaires [et que plusieurs] universités ont été associées aux expériences ». Les choix faits pour les protocoles de communication de Cyclades sont également plus proches de ceux d'ARPANET aux États-Unis, qui préfigure le réseau Internet. L'expérience tirée de Cyclades est mise au service de la création de Renater, qui permet la diffusion d'Internet de façon précoce dans les établissements de recherche français.

### Années 1980: l'âge de maturité et du passage de l'IRIA à l'INRIA
L'IRIA devient l'Institut national de recherche en informatique et en automatique (INRIA) le 1er janvier 1980 (décret du 27 décembre 1979). Ce changement de dénomination traduit l'ancrage désormais national de l'Institut, qui entre dans son « âge de maturité » selon les historiens Alain Beltran et Paul Griset. Des antennes régionales sont créées durant la décennie.
Valérie Schafer rapporte en revanche que, avec l'émergence du Minitel concurrent de Cyclades,  « Les recherches consacrées aux réseaux connaissent à l'Inria une « période glaciaire » ». L'implication individuelle continue de chercheurs de l'INRIA en lien notamment avec leurs collègues travaillant aux États-Unis maintient néanmoins des compétences en matière de réseaux au sein de l'institut. C'est cependant pendant cette période que des chercheurs de l'Inria, en coopération avec l'industrie et la défense, mettent au point le protocole clef d'Ethernet, ouvrant la possibilité de ce type de réseau.

### Années 1990: le virage d'Internet et du Web
Avec l'émergence d'Internet dans les années 1990 et le développement du World Wide Web au CERN, l'expertise des chercheurs de l'INRIA en matière de réseaux informatiques leur permet de prendre une place majeure dans le domaine. En mars 1995, l'Institut devient l'hôte des activités du World Wide Web Consortium (W3C) pour l'ensemble des pays européens, aux côtés du MIT pour l'Amérique et du centre Shonan Fujisawa de l'université de Keio pour le Japon et la Corée à partir d'août 1996.

### Années 2020: de nouvelles orientations stratégiques contestées en interne
En juin 2018, Bruno Sportisse est nommé président-directeur général d'Inria,. Il impulse dans le contrat d'objectifs et de performances (COP) 2019-2023 un changement d'orientation de la stratégie de l'institut vers la recherche appliquée en promouvant davantage les projets associés à des entreprises privées, et menant à la création de start-ups. Une partie des chercheurs de l'Inria s'y oppose au nom de la défense de la recherche fondamentale, tel le délégué syndical SGEN-CFDT Emmanuel Thomé : « Il ne faut pas confondre innovation et recherche. Cette dernière est plus en amont de la chaîne. Il faut parfois plusieurs générations pour avoir des résultats. Et au départ, par définition, on ne sait pas encore ce que l'on va trouver. ». Bruno Sportisse est mis en cause pour son mode de gestion, son « autoritarisme », sa stratégie et une suspicion de conflits d'intérêts. Plusieurs pétitions internes à l'Inria remettent en cause un « institut malmené par sa direction et [qui] souffre de dysfonctionnements totalement inédits par leur ampleur et leur multiplicité ».
La mission donnée par le gouvernement à l'Inria en avril 2020 de piloter le développement de l'application officielle française de recherche des contacts lors de la pandémie de Covid-19 a également provoqué des tensions, certains chercheurs de l'institut ayant même participé à l'écriture d'un document public mettant en cause les choix techniques dans l'architecture de l'application.
Outre ces questions internes, une autre pomme de discorde est la communication externe de l'institut à destination du grand public, confiée à l'agence Havas en avril 2021 dans le cadre d'un appel d'offres. Cette communication prévoit de s'appuyer, en complément des médias traditionnels, sur des médias comme Brut ou Konbini, afin de pouvoir communiquer auprès d'un public plus large sur le numérique. Une enquête nationale sur le rapport des Français à l'innovation est également mise en œuvre, sans recourir par exemple à des chercheurs en sociologie, ce qui lui conférerait un intérêt scientifique « nul ».

### Identité visuelle (logo)
Le 7 juillet 2011, l'INRIA change d'identité graphique et devient Inria. Ce changement d'identité visuelle a notamment été motivé par une volonté d'abandonner l'acronyme, ce qui s'illustre par l'abandon du « l' » précédant Inria.
Cependant, ce changement est cosmétique et non institutionnel car dans les documents officiels, Inria reste nommé « Institut national de recherche en informatique et en automatique ».

Logo jusqu'en 2011.
Logo de juillet 2011 à 2017.
Logo français de l'Inria, 2017.

## Missions
Les missions sont fixées par un décret du 2 août 1985, modifié par un décret du 16 juillet 2014 : l'établissement a pour missions d'entreprendre des recherches fondamentales et appliquées, de réaliser des développements technologiques et des systèmes expérimentaux, d'organiser des échanges scientifiques internationaux, d'assurer le transfert et la diffusion des connaissances et du savoir-faire, et de contribuer à la normalisation et à la standardisation.
L'Inria s'est vu confier la stratégie nationale pour l'intelligence artificielle (SNIA) de la France, lancée en 2018 avec l'objectif de positionner le pays parmi les leaders mondiaux du domaine. L'institut a également depuis janvier 2024 la responsabilité de l'Agence de programmes dans le numérique.
L'évolution des missions de l'Inria, à la suite du contrat d'objectifs passé avec l'État pour la période 2019-2023, fait craindre en interne que la recherche scientifique ne soit plus qu'une mission parmi d'autres de l'institut. À l'inverse, l'accent est mis sur les partenariats avec les entreprises ou le développement de start-ups.

## Gouvernance

### Conseil d'administration
Le conseil d'administration comprend sept représentants de l'État (désignés par les ministres chargés de la recherche, de l'industrie, du budget, de l'enseignement supérieur, de la défense, des affaires étrangères et de l'économie numérique), neuf personnalités et quatre représentants du personnel de l'institut.

### Directeurs
- Michel Laudet : 1967 - 1972
- André Danzin : 1972 - 1979

### Présidents-directeurs généraux
| Identité                     | Période           | Période           |
| Identité                     | Début             | Fin               |
| ---------------------------- | ----------------- | ----------------- |
| Jacques-Louis Lions          | 1979              | 1983              |
| Alain Bensoussan             | 1984              | 1996              |
| Bernard Larrouturou,         | 24 avril 1996     | 21 novembre 2003  |
| Michel Cosnard,              | 9 décembre 2003   | 26 mai 2004       |
| Gilles Kahn                  | 26 mai 2004       | 9 février 2006    |
| Michel Cosnard               | 2 mai 2006        | 7 mai 2014        |
| Par intérim : Michel Cosnard | 7 mai 2014        | 26 septembre 2014 |
| Antoine Petit,               | 26 septembre 2014 | 24 janvier 2018   |
| Bruno Sportisse              | 27 juin 2018      | En cours          |

Le président est une personnalité scientifique nommée par décret pour une période de cinq ans renouvelable une fois[réf. nécessaire].
Laurent Kott a assuré la continuité de cette fonction après le départ d'Alain Bensoussan (1996), celui de Bernard Larrouturou (juillet 2003 - décembre 2003) et après le décès de Gilles Kahn (février 2006 - mai 2006). François Sillion a également assuré ce poste par intérim du 22 janvier 2018 au 27 juin 2018, à la suite de la nomination d'Antoine Petit au poste de PDG du CNRS le 19 janvier 2018.

## Centres de recherche

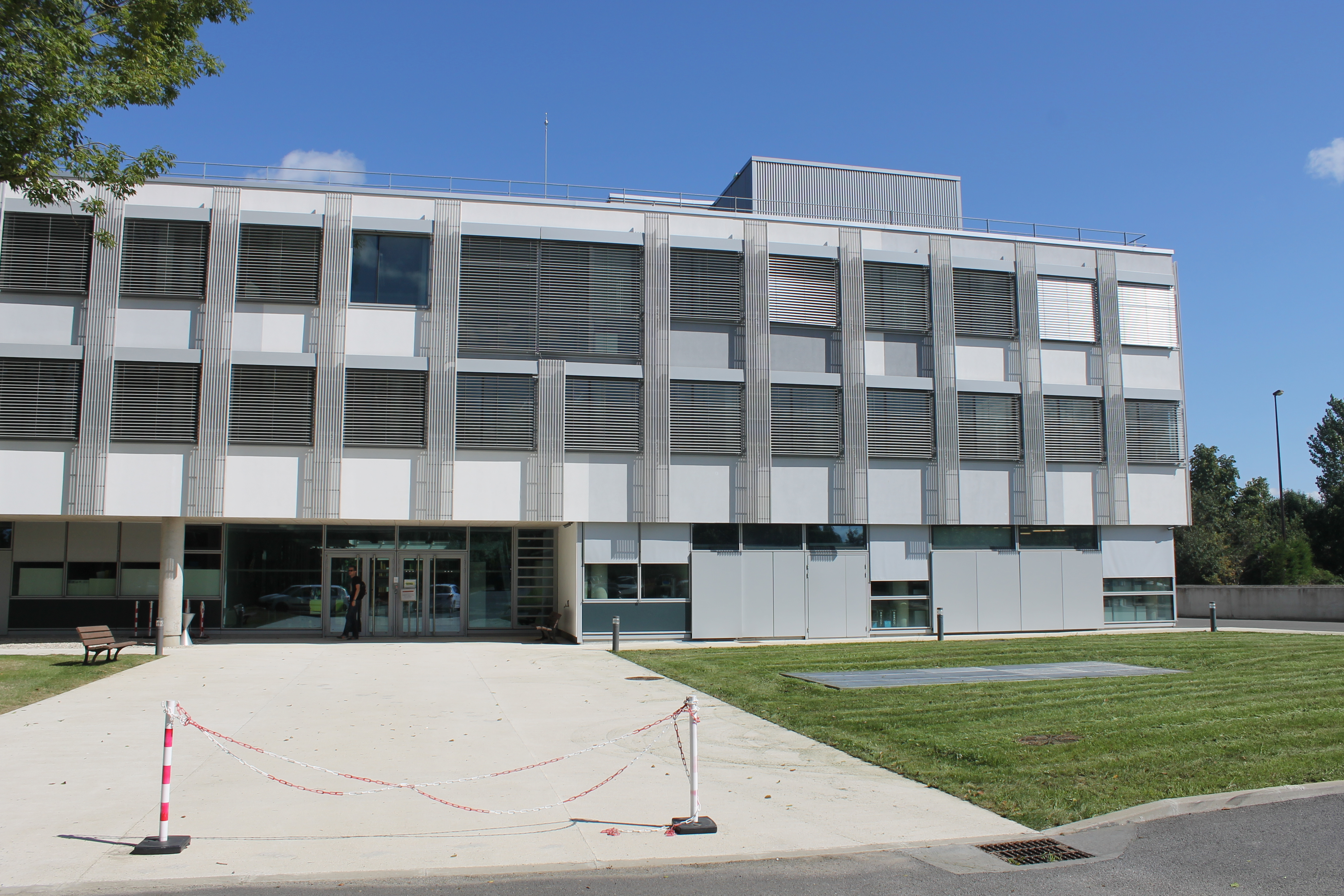
Le bâtiment Turing à Palaiseau, sur le campus de l'École polytechnique, héberge des équipes Inria et le siège du centre Inria de Saclay.

Le premier centre créé en 1967 à Rocquencourt est situé dans les anciens bâtiments du SHAPE, quartier-général de l'OTAN en Europe. Depuis 2016, le site de Rocquencourt accueille uniquement le siège de l'institut, jusqu'au futur déménagement du siège à Versailles-Satory, prévu pour 2028 ou 2029.
Depuis 2021, l'Inria est organisé en neuf centres de recherche autonomes répartis sur tout le territoire français [réf. nécessaire]:
- Centre Inria de l'université de Bordeaux (situé à Talence) ;
- Centre Inria de l'université Grenoble-Alpes (situé à Montbonnot-Saint-Martin, sur le parc technologique Inovallée) ;
- Centre Inria de l'université de Lille (situé à Villeneuve-d'Ascq, sur le parc scientifique de la Haute Borne) ;
- Centre Inria de Lyon (situé à Villeurbanne, sur le campus de la Doua) ;
- Centre Inria de l'université de Lorraine (situé à Villers-lès-Nancy, à la frontière de Vandœuvre-lès-Nancy) ;
- Centre Inria de Paris (situé rue Barrault à Paris 13e depuis 2024) ;
- Centre Inria de l'université de Rennes (situé sur le Campus de Beaulieu) ;
- Centre Inria de Saclay (situé à Palaiseau) ;
- Centre Inria de l'université Côte-d'Azur (situé à Biot).

Les centres de recherche de Bordeaux, Lille et Saclay faisaient partie jusqu'à décembre 2007 de l'unité de recherche INRIA Futurs.[réf. nécessaire].
En 2012, un centre de recherche ouvre au Chili à Las Condes, dans l'agglomération de Santiago,.
En  2016, les chercheurs du centre de recherche de Rocquencourt et ceux de l'antenne de Paris (située dans le 13e arrondissement) déménagent dans des locaux temporaires loués dans Paris 12e, ce qui devient le centre de recherche de Paris, l'implantation définitive du centre se situant désormais rue Barrault à Paris 13e.
Le centre de recherche de Lyon est créé en 2021, se séparant du centre de recherche Grenoble - Rhône-Alpes,,. Ses équipes de recherche sont communes avec l'ENS de Lyon, l'Université Claude-Bernard-Lyon-I, l'INSA Lyon, le CNRS et l'INRAE.

## Partenariats industriels
L'Inria et Microsoft Research ont inauguré, le 11 janvier 2007, un laboratoire commun situé à Saclay.
L'Inria est signataire du Pacte PME depuis le 17 décembre 2008.
L'Inria est partenaire des Hospices civils de Lyon depuis le 1er décembre 2021,,.
L'Inria est partenaire des start-up Arkhn et Owkin depuis juin 2022.

## Relations internationales et participation à l'espace européen de la recherche
L'Inria est partenaire fondateur, avec l'Académie chinoise des sciences, du laboratoire sino-français : Laboratoire franco-chinois de recherche en informatique, automatique et mathématiques appliquées (LIAMA) situé à Pékin et créé en 1997,.
L'institut porte plusieurs projets avec différentes universités californiennes comme Stanford, Berkeley ou UCLA.
L'Inria participe à l'espace européen de la recherche à travers le consortium ERCIM, dont il a été l'un des membres fondateurs en 1989. ERCIM participe au W3C. L'Inria est également membre du W3C.

## Quelques projets de l'Inria
- Le réseau Cyclades, une préfiguration d'Internet entre 1972 et 1978.
- Le projet Kayak, le Bureauviseur, poste de travail graphique / souris entre 1975 et 1978.
- Les langages de programmation Caml, Caml Light et OCaml (langages de la famille ML).
- Les langages de programmation Tom (filtrage de motifs) et Esterel (automates à états), ainsi que Bigloo (en), une implémentation du langage Scheme (un dialecte de Lisp).
- SmartEiffel, un compilateur pour le langage Eiffel.
- L'assistant de preuve Rocq (assistant de preuves de théorème).
- La bibliothèque et application CORESE pour la gestion de données aux formats du Web Sémantique et selon les principes du Web de Données (RDF, SPARQL, RDFS, OWL, etc.)
- La boîte à outils de vérification CADP (Construction and Analysis of Distributed Processes).
- La bibliothèque de calcul flottant multiprécision GNU MPFR.
- La bibliothèque d'algorithmes géométriques CGAL.
- Le langage de transformation de modèles ATL.
- Le générateur d'analyseurs lexicaux et syntaxiques SYNTAX.
- Scilab et Xcos, un logiciel pour le calcul numérique et scientifique, similaire à MATLAB et Simulink.
- La licence de logiciel libre CeCILL, coécrite avec le CEA et le CNRS.
- Le navigateur web et éditeur HTML Amaya.
- Le serveur d'application JOnAS.
- Le simulateur graphique de système dynamique Scicos.
- CLAIRE, projet open-source de gestion des contenus pédagogiques (avec L'INRS et Simple IT, société éditrice du Site du Zéro).
- Le framework SOFA, un projet open-source pour la simulation physique appliquée au domaine médical.
- L'application de reconnaissance des plantes par l'image Pl@ntNet.
- Le logiciel de vie artificielle Aevol.
- Le robot humanoïde Poppy.
- La bibliothèque hwloc (Hardware Locality) pour modéliser la topologie des ordinateurs, utilisée dans la plupart des centres de calcul.

## Implication dans le développement de logiciel libres
L'Inria œuvre dans la production de logiciels libres tels que :
- OCaml (langage de programmation) ;
- Rocq (assistant de preuves) ;
- La bibliothèque et application CORESE pour la gestion de données aux formats du Web sémantique et selon les principes du Web des données (RDF, SPARQL, RDFS, OWL, etc.) ;
- Scilab, un logiciel de calcul numérique, comparable à MATLAB et à Octave ;
- SmartEiffel, un compilateur pour le langage Eiffel ;
- GNU MPFR, une bibliothèque de calcul flottant multiprécision ;
- CGAL, une plateforme de calcul géométrique ;
- SOFA, un framework de simulation physique ;
- Pharo, un langage objet pur dynamique et réflexif et son environnement héritier du langage Smalltalk ;
- Mmg, une plateforme de modification de maillages simpliciaux ;
- scikit-learn, une bibliothèque Python destinée à l'apprentissage automatique.

L'Inria est aussi à l'initiative (avec l'université Paris-Diderot et l'université Pierre-et-Marie-Curie) de la création de l'IRILL, Initiative pour la recherche et l'innovation sur le logiciel libre, en 2010[réf. nécessaire].
Créé à l'initiative de l'Inria, Software Heritage a l'ambition d'être la « bibliothèque d'Alexandrie » des logiciels libres.
Le 3 avril 2017, l'UNESCO et l'Inria signent un accord, sur l'archivage des logiciels. Une première demande de reconnaissance des logiciels libres comme patrimoine de l'humanité avait été faite lors des RMLL de 2002 à Bordeaux. C'est 15 ans plus tard que Roberto Di Cosmo concrétise l'idée.

## Essaimage
De nombreuses start-ups ont été créées à base de technologies développées à l'INRIA, notamment :
- Realviz ;
- ILOG ;
- PolySpace ;
- Kelkoo ;
- Esterel Technologies ;
- AnatoScope ;
- Golaem.